# 无线棕鲈
无线棕鲈（学名：Badis badis）为輻鰭魚綱鱸形目鱸亞目棕鲈科棕鲈属的鱼类。分布于亞洲印度、孟加拉、不丹、尼泊爾恆河及中國伊洛瓦底江水系等，多栖息于山涧小溪，以蠕蟲、甲殼類及昆蟲為食，最大體長可以長到7-8公分，可作為觀賞魚，水族市面上稱為藍帆變色龍，俗名侏儒變色魚。